# Cantone di Honfleur
Il Cantone di Honfleur era una divisione amministrativa dell'arrondissement di Lisieux.
A seguito della riforma approvata con decreto del 17 febbraio 2014, che ha avuto attuazione dopo le elezioni dipartimentali del 2015, è stato soppresso.

## Composizione
Comprende i comuni di:
- Ablon
- Barneville-la-Bertran
- Cricquebœuf
- Équemauville
- Fourneville
- Genneville
- Gonneville-sur-Honfleur
- Honfleur
- Pennedepie
- Quetteville
- La Rivière-Saint-Sauveur
- Saint-Gatien-des-Bois
- Le Theil-en-Auge